# ظهار النسم (حبيش)

تعديل مصدري - تعديل

ظهار النسم محلة تابعة لقرية الجاح، التابعة لعزلة جبل عميقة بمديرية حبيش إحدى مديريات محافظة إب في الجمهورية اليمنية، بلغ تعداد سكانها 22 حسب تعداد اليمن لعام 2004.